# لوثر ووكر
لوثر ووكر (بالإنجليزية: Luther Walker)‏ هو لاعب كرة قدم بريطاني (وحمل سابقاً جنسية المملكة المتحدة لبريطانيا العظمى وأيرلندا) في مركز الدفاع، ولد في 1860 في ويست بروميتش في المملكة المتحدة، وتوفي في 1903. لعب مع وست بروميتش ألبيون.